# Sveabreen
Le Sveabreen est un glacier situé entre la terre d'Oscar II et la terre James Ier au Spitzberg (Svalbard).

## Géographie
Il s'étend sur trente kilomètres de longueur et culmine au Kongsvegpasset (en) à 750 m d'altitude. Il débouche dans le Nordfjorden.